# El Toqui
El Toqui är en kulle i Antarktis. Den ligger i Sydshetlandsöarna. Argentina, Chile och Storbritannien gör anspråk på området.
Terrängen runt El Toqui är huvudsakligen platt, men söderut är den kuperad. Havet är nära El Toqui norrut. Trakten är obefolkad. Det finns inga samhällen i närheten. 